# Kvíahnúkur
Kvíahnúkur är en bergstopp i republiken Island. Den ligger i regionen Västlandet, 110 km nordväst om huvudstaden Reykjavík. Toppen på Kvíahnúkur är 706 meter över havet.
Närmaste större samhälle är Ólafsvík, omkring 12 kilometer norr om Kvíahnúkur. Trakten runt Kvíahnúkur består i huvudsak av gräsmarker.